# Mistrzostwa Europy w Łucznictwie 1990
11. Mistrzostwa Europy w łucznictwie odbyły się w dniach 26 - 28 lipca 1990 w Barcelonie w Hiszpanii. 

## Medaliści

### Strzelanie z łuku klasycznego
| Konkurencja:           | Złoto:                                                                | Srebro:                                                    | Brąz:                                                  |
| indywidualnie kobiet   | Natalia Nasaridze                                                     | Ludmiła Arżannikowa                                        | Chatuna Kwriwiszwili                                   |
| indywidualnie mężczyzn | Stanisław Zabrodzki                                                   | Ilario Di Buò                                              | Erwin Verstegen                                        |
| drużynowo kobiet       | ZSRR · Natalia Nasaridze · Ludmiła Arżannikowa · Chatuna Kwriwiszwili | Szwecja · Christa Bäckman · Petra Ericsson · Jenny Sjöwall | Turcja · Elif Ekşi · Zehra Öktem · Belgin Ozbas        |
| drużynowo mężczyzn     | ZSRR · Stanisław Zabrodzki · Wadim Szikarew · Władimir Jeszejew       | Włochy · Ilario Di Buò · Andrea Parenti · Claudio Bossi    | Holandia · Berny Camps · Erwin Verstegen · Henk Vogels |

## Klasyfikacja medalowa
| Lp. | Państwo  | Złoto | Srebro | Brąz | Razem |
| 1.  | ZSRR     | 4     | 1      | 1    | 6     |
| 2.  | Włochy   | 0     | 2      | 0    | 2     |
| 3.  | Szwecja  | 0     | 1      | 0    | 1     |
| 4.  | Holandia | 0     | 0      | 2    | 2     |
| 5.  | Turcja   | 0     | 0      | 1    | 1     |